# Corydalis pseudostricta
Corydalis pseudostricta är en vallmoväxtart som beskrevs av Mikhail Grigoríevič Popov. Corydalis pseudostricta ingår i släktet nunneörter, och familjen vallmoväxter. Inga underarter finns listade i Catalogue of Life.